# Valery Likhachov
Valery Nikolayevich Likhachov (em russo:  Валерий Николаевич Лихачëв; nascido em 5 de dezembro de 1947) é um ex-ciclista russo.
Competiu na prova de corrida estrada nos Jogos Olímpicos de Munique 1972 e terminou em 34º lugar, individualmente e conquistou a medalha de ouro no contrarrelógio com a equipe soviética.